# Palazzo del Sedile (Galatina)
Il Palazzo del Sedile è collocato di fronte alla Torre dell'Orologio, che i galatinesi dedicarono nel 1861 a Vittorio Emanuele II re d'Italia. 

## Architettura
Il Sedile mostra una sobria facciata sulla quale si ammirano, in particolare, un portale con arco a tutto sesto e la bella balconata poggiante su una teoria di eleganti mensole e volute. Antica sede della Municipalità e dell'Amministrazione della Giustizia reca sulla facciata diversi stemmi che celebrano le vicende della storia cittadina. Di grande interesse sono lo stemma aragonese del XV secolo sorretto da due angeli, a sinistra del portale, e lo stemma settecentesco della città, collocato tra le due porte finestre che si aprono sul balcone al primo piano. In parte abraso, esso è costituito da una civetta sormontata da due chiavi incrociate e presenta nella parte superiore la corona concessa da Alfonso II di Napoli quale riconoscimento per aver saputo opporsi alle incursioni dei nemici del sovrano.
Degno di attenzione, ma probabilmente proveniente da un altro edificio, è un rilievo databile al XVI secolo che ritrae i volti di otto ignote figure maschili. Essi sono rappresentati di profilo secondo una consuetudine consolidata nella numismatica. Rimandano al repertorio decorativo della tradizione antica, recuperato in età rinascimentale, il modo di acconciare i capelli, in alcuni casi ornati da corone di alloro, e il singolare copricapo ricavato dalla pelle del leone che indossa il personaggio sulla sinistra.
Sulla facciata sono, inoltre, presenti alcune iscrizioni commemorative, databili al XVIII secolo, che ricordano le trasformazioni dell'edificio e alcune vicende storiche.